# Пинтополис
Пинтополис (порт. Pintópolis) — муниципалитет в Бразилии, входит в штат Минас-Жерайс. Составная часть мезорегиона Север штата Минас-Жерайс. Входит в экономико-статистический микрорегион Жануария. Население составляет 7959 человек на 2006 год. Занимает площадь 1238,432 км². Плотность населения — 6,4 чел./км².

## История
Город основан в 1995 году.

## Статистика
- Валовой внутренний продукт на 2003 год составляет 15 080 423,00 реалов (данные: Бразильский институт географии и статистики).
- Валовой внутренний продукт на душу населения на 2003 год составляет 2011,80 реалов (данные: Бразильский институт географии и статистики).
- Индекс развития человеческого потенциала на 2000 год составляет 0,637 (данные: Программа развития ООН).